# Leluthia costaricensis
Leluthia costaricensis är en stekelart som beskrevs av Marsh 2002. Leluthia costaricensis ingår i släktet Leluthia och familjen bracksteklar. Inga underarter finns listade i Catalogue of Life.